# Лісова Наталія Іванівна
Лісова Наталія Іванівна (нар. 7 жовтня 1953 р., с. Костянтинівка Смілянського району Черкаської обл.) — український науковець і громадський діяч. Автор численних наукових статей. Проректор з питань ЗНО та моніторингу якості освіти Черкаського інституту післядипломної освіти педагогічних працівників Черкаської обласної ради. Нагороджена Знаком «Відмінник народної освіти» та медаллю А. С. Макаренка.

## Біографія
Наталія Іванівна Лісова народилася 7 жовтня 1953 року у селі Костянтинівка Смілянського району Черкаської області, дитинство і шкільні роки провела у рідному селі. У 1981 році закінчила Черкаський державний педагогічний інститут за спеціальністю українська мова і література.

## Науково-педагогічна діяльність

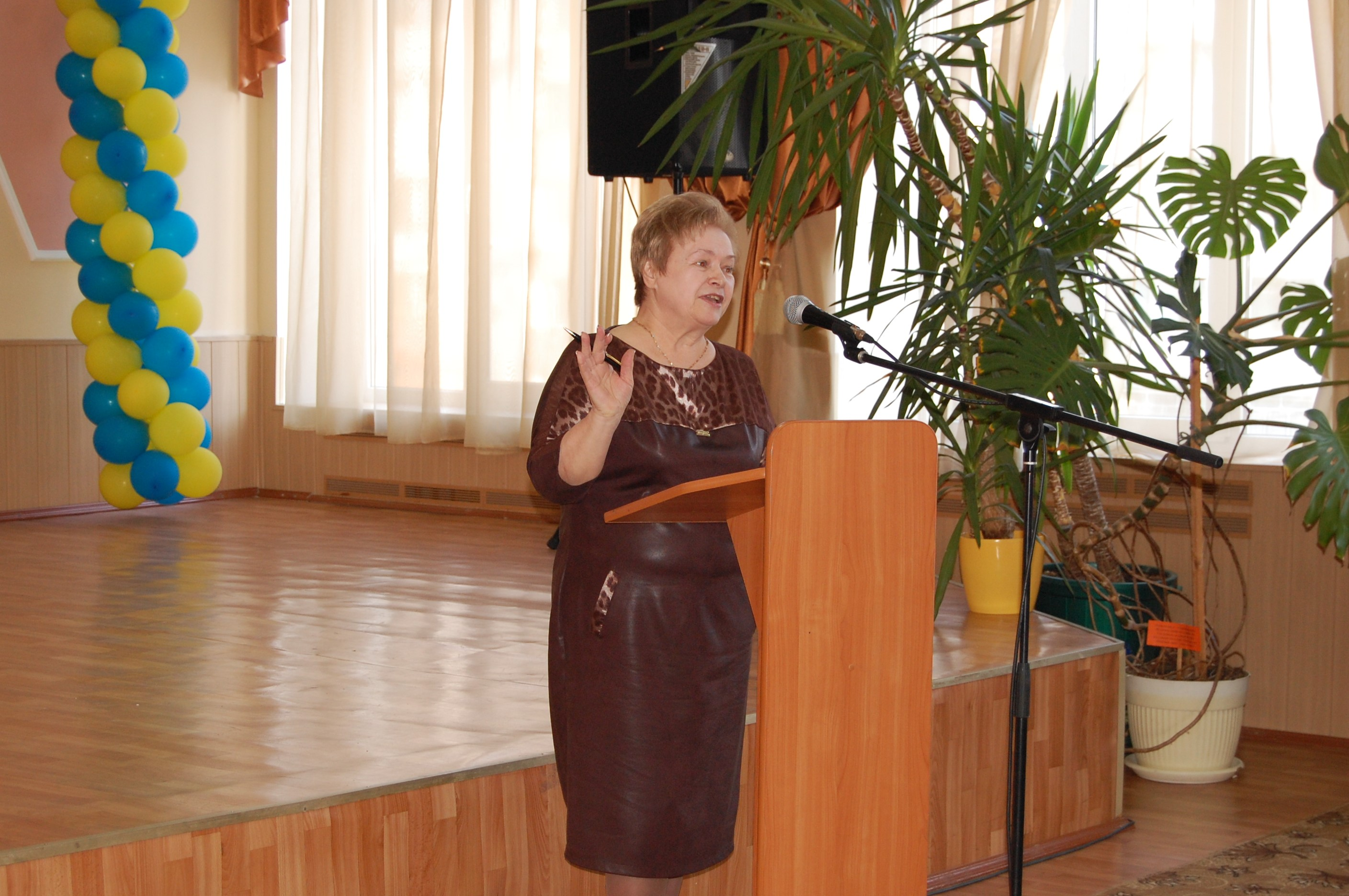
Лісова Н. І. під час обласної науково-практичної конференції

З 1976 по 1982 р. працювала вихователем гпд, учителем української мови в Смілянській ЗОШ І-ІІІ ст. № 6, з 1982 по 1989 р. — методистом, а з 1989 по 1998 р. — завідувачка міським методичним кабінетом Смілянського міського відділу освіти.
З 1998 по 2006 р. — заступник міського голови з гуманітарних питань виконавчого комітету м. Сміли, а з 2006 р.– по теперішній час — проректор з питань ЗНО і моніторингу якості освіти КНЗ «Черкаський ОІПОПП Черкаської обласної ради».

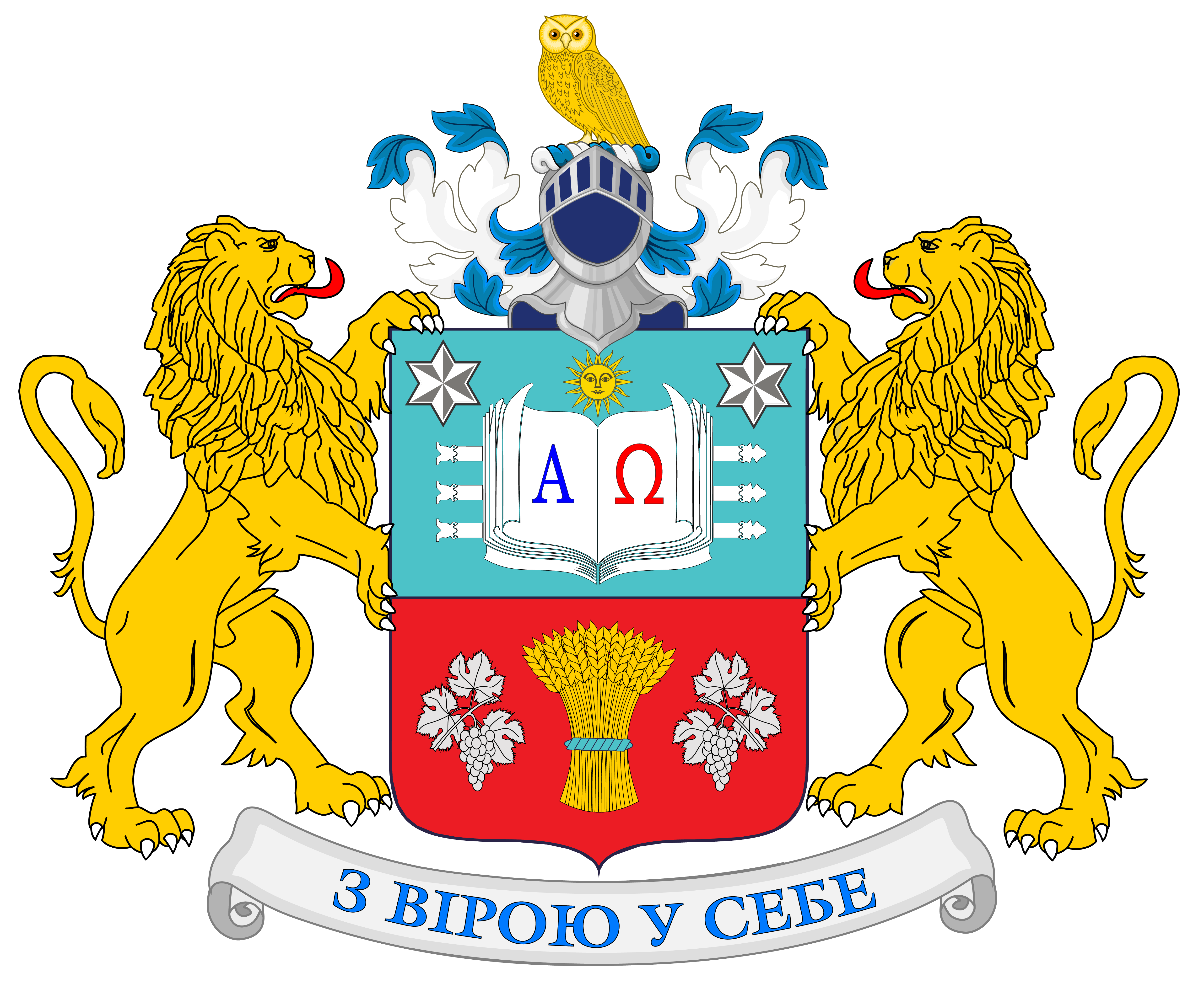
Герб родини Лісових

Тренер з дистанційного курсу «Розробка моделей управління освітою на місцевому рівні: національний та зарубіжний досвід», проведеного Асоціацією міст України та громад в рамках проєкт «Розширення навчальних послуг та дорадчої допомоги АМУ» (2007 р.), лектор у Черкаському центрі підвищення кваліфікації державних службовців (2011—2017 рр.), учасник  програм обласних телестудій «Рось», «Вікка» (2010—2017 рр.) з питань розвитку загальної середньої освіти області, управління її якістю на демократичних засадах. З 02.01. 2018 р. працює сумісником в Інституті педагогіки НАПН України старшим науковим співробітником відділу економіки та управління загальною середньою освітою Інституту педагогіки НАПН України.

## Теми дисертацій
Тема кандидатської дисертації: «Розвиток психолого-педагогічної компетентності молодих учителів у системі післядипломної освіти» за спеціальністю 13.00.04 — теорія і методика професійної освіти
Тема докторської дисертації: «Теоретико-методичні основи державно-громадського управління  розвитком загальної середньої освіти в малих містах України» за спеціальністю 13.00.04 — теорія і методика професійної освіти

## Основні праці

### Статті у виданнях, що входять до наукометричних баз даних:
1. Лісова Н.І. Динаміка розвитку загальної середньої освіти в умовах державно-громадського управління: результати експерименту /  Н. Лісова // Психолого-педагогічні проблеми сільської школи : збірник наукових праць Уманського державного педагогічного університету імені Павла Тичини / [ред. кол. : Безлюдний О.І. (гол. ред.) та інші]. – Умань : ФПЦ «Візаві», 2017. – Випуск 57. – С.315-322.
2. Лісова Н. І. Якість загальної середньої освіти та оцінювання в умовах державно-громадського управління / Н. І. Лісова // Вісник Черкаського університету. — Черкаси, 2017. — № 17-18. — С.113-121. — (Серія «Педагогічні науки»).
3. Лісова Н. І. Феномен механізмів державно-громадського управління розвитком загальної середньої освіти/  Н. Лісова // Психолого-педагогічні проблеми сільської школи
: Збірник наукових праць Уманського державного педагогічного університету імені Павла Тичини / [гол. ред.: М. Т. Мартинюк]. — Умань: ФПЦ «Візаві», Випуск 1, 2018. — С.170-182.

### Статті у закордонних виданнях:
1. Лісова Н. І. Підготовка педагогічних кадрів до проведення моніторингу якості загальної середньої освіти в умовах державно-громадського управління / Н. І. Лісова // Electronic Journal «The Theory and Methods of Educational Management». — Київ, 2017. — Edition 1 (19). — С. 1–14. — [Електронний ресурс]. — Режим доступу : http://lib.iitta.gov.ua/708711/ — Назва з екрана.
2. Лісова Н. І. Організаційні умови державно-громадського управління розвитком загальної середньої освіти / Н. Лісова/ Scientific journal innovative solutions in modern science No/ 9 (18). 2017, C.52-63.
3. Лісова Н. І. Наукові основи державно-громадського управління загальною середньою освітою / Н. Лісова / Electronic Journal «Інженерні та освітні технології». — 2018. № 1(21). — С.76-84. — Режим доступу: http://eetecs.kdu.edu.ua.

### Матеріали конференцій:
Лісова Н. І. Імпульс розвитку школи й громади в період демократизації суспільства / Н. І. Лісова //  Матеріали ІІ Міжнародної науково-практичної конференції «Соціально-економічні та гуманітарні аспекти світових інноваційних трансформацій» (Київ, ДВНЗ «Університет менеджменту освіти» НАПН України  26–28 квітня 2017 р.) — Київ, 2017. –С. 43–46. — [Електронний ресурс]. — Режим доступу : http://lib.iitta.gov.ua/710046/ — Назва з екрана.

## Участь у науково-практичних заходах
IX Міжнародна виставка «Сучасні заклади освіти» та VII міжнародна виставка освіти за кордоном «World Edu» що проходила 15 — 17 березня 2018 р.